# Khmilnyk
Khmilnyk (en ukrainien : Хмільник) ou Khmelnik (en russe : Хмельник ; en polonais : Chmielnik) est une ville et une station thermale de l'oblast de Vinnytsia, en Ukraine, et le centre administratif du raïon de Khmilnyk. Sa population s'élevait à 28 275 habitants en 2014.

## Géographie
Khmilnyk est située sur le cours supérieur du Boug méridional, à 52 km au nord-ouest de Vinnytsia et à 210 km au sud-ouest de Kiev.

## Histoire
Khmilnyk est l'une des plus anciennes villes de Podolie, mentionnée pour la première fois dans un document de 1362. Le prince Olgierd y rassemble une importante armée et remporte une bataille sur trois hordes de Mongols. La ville comprend une île qui sert de refuge pendant l'invasion des Tatars. Cette île a été appelée Khmilnyk en raison du humulus qui y pousse en abondance (en ukrainien, Хміль, khmil). Khmilnyk est situé non loin de la "route noire", voie souvent utilisée par les hordes de Tatars.
En 1434, Khmilnyk fait partie du district de Khmilnyk de la province polonaise de Podolie. La ville obtient des privilèges urbains (droit de Magdebourg) en 1448, ce qui favorise l’essor de l’artisanat et du commerce. Considéré comme un poste avancé de ses possessions par la Pologne, Khmilnyk est renforcée. En 1534, le roi de Pologne fortifie la ville avec des murs de pierre, des tours et un château.
Après l'Union de Brest, en 1596, l'oppression croissante de la population locale provoque des révoltes contre la noblesse. En 1594, Khmilnyk est prise par des détachements de Cosaques de Severyn Nalyvajko. En 1637, les Cosaques reviennent, sous la conduite de Pavlyouk. Au cours de la période de la guerre de libération nationale (1648-1654), des habitants de Khmilnyk rejoignent l'armée de Bogdan Khmelnitski. Maksym Kryvonis s’empare du château. La ville est à plusieurs reprises le théâtre de batailles entre les armées des Cosaques et de la noblesse. Elle est dévastée.
De 1672 à 1699, Khmilnyk est sous la domination des Turcs, qui fortifient le château, construisent une mosquée, aménagent des passages secrets. D'incessantes batailles entre Turcs et Polonais aboutissent à l’effondrement de l’activité économique et à la diminution de la population. En 1699, Khmilnyk redevient polonaise. En 1774, le roi présente la province de Khmilnyk à son neveu, Ponyatovsky.
En 1793, Khmilnyk ainsi que les villes de Podolie passent sous la souveraineté de l'Empire russe. Après la formation de la province de Bratslav, le 22 mai 1795, Khmilnyk devient un siège de district. Elle reçoit ses armoiries le 22 janvier 1796. Le 9 juin 1804, Khmilnyk est incorporée dans le district de Lityn du gouvernement de Podolie, situation qui dure jusqu’à la révolution de 1917.
Dans les années 1920, le pouvoir soviétique s'établit à Khmilnyk. Les églises sont fermées. Khmilnyk est ravagée pendant la Seconde Guerre mondiale. En juin 1941, le front se rapproche de Khmilnyk, et le 16 juillet, l'armée allemande prend la ville. Les 9 et 16 janvier 1942, la population juive de la ville est massacrée. Au total, 11 760 habitants de Khmilnyk sont tués par les forces allemandes pendant la guerre. Après de violents combats, l'Armée rouge libère la ville le 18 mars 1944 de l'occupant.

## Population
Recensements (*) ou estimations de la population :
| 1897*  | 1923*  | 1926*  | 1939* | 1959*  | 1970*  |
| ------ | ------ | ------ | ----- | ------ | ------ |
| 11 657 | 12 029 | 10 794 | 7 513 | 13 288 | 18 490 |

| 1979*  | 1989*  | 2001*  | 2012   | 2013   | 2014   |
| ------ | ------ | ------ | ------ | ------ | ------ |
| 23 793 | 29 702 | 27 898 | 28 230 | 28 209 | 28 275 |

## Jumelages
- Bagnoles-de-l'Orne (France)
- Busko-Zdrój (Pologne)
- Szczawnica (Pologne)